# Doctrina Christiana

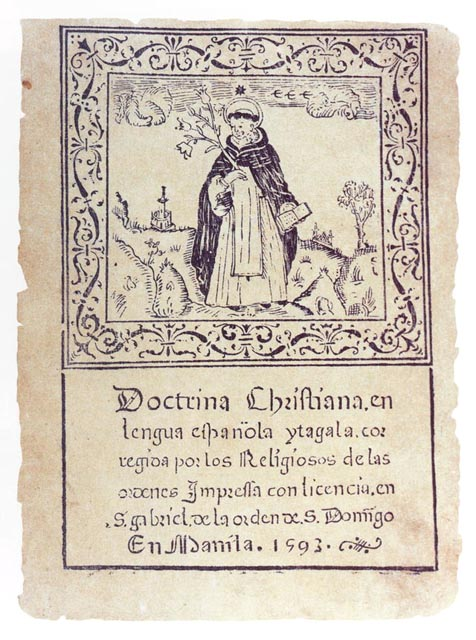
Couverture de la Doctrina Christiana montrant Saint Dominique, vers 1590.

Doctrina Christiana est le titre d'un catéchisme catholique romain, rédigé en espagnol et tagalog par Juan de Plasencia (en), en 1593, considéré comme le plus ancien livre imprimé aux Philippines.

## Titre
Son titre complet figurant en couverture est : « Doctrina Christiana en Lengua Espanola Y Tagala corregida Reglos por Los Religiosos de las Ordenes Impressa con Licencia en (San) Gabriel de las Orden de (Santo) Domingo. En Manila, 1593. »

## Historique
Il existe une controverse quant à savoir quelle version est le premier livre imprimé aux Philippines sous contrôle espagnol car certains universitaires soutiennent que le même texte en langue chinoise, titré « Doctrina Christiana en letra y lengua China, compuesta por los madres ministros de los Sangleyes, de la Orden de Sancto Domingo. Con licencia, por Keng Yong, China, en el Parian de Manila », due au frère Miguel de Benavides, fut imprimé entre 1590 et 1592 par l'imprimeur chinois Keng Yong à Manille avant la version en espagnol et tagalog. Une des plus anciennes références aux deux versions provient de Gómez Pérez Dasmariñas, le septième gouverneur général des Philippines, qui écrivit la lettre suivante à Philippe II d'Espagne le 20 juin 1593 :

« Sire, au nom de Votre Majesté, j'ai pour cette fois, à cause de sa grande nécessité, accordé l'autorisation d'imprimer les Doctrinas Christianas, ci-jointes, une en langue tagalog, qui est la langue natale et la meilleure des îles, et une autre en chinois, dont j'espère les plus grands avantages qui résulteront de la conversion et de l'instruction des deux nations ; et, comme en terre des Indes les choses sont toujours plus chères, j'en ai fixé le prix à quatre reales pièce, jusqu'à ce que Votre Majesté ait le plaisir de décider ce qui doit être fait. »

Les pères missionnaires avaient placé la Doctrina parmi les livres indispensables à imprimer dans les terres étrangères. Ainsi, ce livre philippin est-il similaire à celui publié à Mexico en 1539, rédigé en espagnol et en mexicain vernaculaire, qui avait été suivi de la Doutrina Christão de François Xavier en langue malaise, éditée par les jésuites, à Goa, en 1557. Une autre Doctrina fut imprimée en espagnol et en langue locale à Lima en 1584.

### Exemplaires existants
De nos jours, excepté l'exemplaire présent à la Bibliothèque du Congrès à Washington aux États-Unis, il n'existe aucun autre exemplaire connu de cet ouvrage. La qualité du papier, l'âge, les agents naturels et les calamités telles que les incendies et les tremblements de Terre ont contribué à la disparition de tous les ouvrages. Les seuls exemplaires connus des livres anciens imprimés aux Philippines sont ceux apportés en Europe durant les seizième, dix-septième et dix-huitième siècles.
C'est le cas de l'exemplaire envoyé à Philippe II en 1593. On pense que c'est celui-ci qui réapparait en 1946 entre les mains d'un collectionneur et vendeur de livres italien, spécialiste des ouvrages imprimés dans la zone Pacifique. William H. Schab, un new-yorkais, achète le livre et l'apporte aux États-Unis, où il le revend à Lessing J. Rosenwald qui, à son tour, le propose à la Bibliothèque du Congrès, où il se trouve désormais. Le seul exemplaire connu de la version en chinois se trouve à la Bibliothèque nationale d'Espagne, à Madrid.

## Contenu
Le titre signifie littéralement « enseignement chrétien » et son but premier est de propager le christianisme dans tout l'archipel des Philippines. Le livre est constitué de trente-huit feuillets et de soixante-quatorze pages d'un texte en espagnol et en tagalog, transcrit en caractères latins et en baybayin. La couverture est ornée d'une image xylographiée représentant Saint Dominique.
Après un syllabaire, figurent les prières de base, le Notre Père, le Je vous salue Marie, le Credo et le Salve Regina. On trouve ensuite les Articles de foi, le Décalogue, les Commandements de la Sainte Église, les Sacrements de l'Église catholique, la liste des sept péchés capitaux et des quatorze œuvres de miséricorde, le texte du Confiteor et un bref catéchisme.

## Caractéristiques physiques
Le livre est imprimé sur un papier fait à partir de mûriers. Le volume, qui n'est pas relié, fait environ 23 × 18 cm. Certaines feuilles se sont détachées, mais il en reste suffisamment pour savoir que l'ouvrage était fait de quatre livrets, l'un de douze feuilles, le deuxième de dix feuilles, le troisième de dix feuilles et le dernier de six feuilles. Quoique le livre soit de type « in-quarto », il semble que la méthode d'impression a été le « page à page », et il est donc improbable que chaque feuille ait été pliée deux fois selon la technique classique de l'in-quarto ; il est plus vraisemblable que quatre pages aient été imprimées sur la même feuille de 23 × 36 cm, pliée une fois.
La technique d'impression est la xylographie, où chaque page est imprimée à partir d'un bloc de bois sculpté à la main. Les lignes verticales le long de la marge intérieure de certaines pages ont été créées par le bord encré du bloc, et le grain du bois apparaît sous forme de stries sur les zones imprimées.